# Pulsellum filiforme
Pulsellum filiforme is een Scaphopodasoort uit de familie van de Pulsellidae. De wetenschappelijke naam van de soort is voor het eerst geldig gepubliceerd in 2011 door V. Scarabino & F. Scarabino.